# فرودگاه هرمانوس امیخیراس
فرودگاه هرمانوس امیخیراس (به انگلیسی: Hermanos Ameijeiras Airport) یک فرودگاه با کد یاتا VTU است که یک باند فرود آسفالت دارد و طول باند آن ۱۸۲۰ متر است. این فرودگاه در کشور کوبا قرار دارد و در ارتفاع ۱۰۰ متری از سطح دریا واقع شده‌است.